# Sally Kaufmann
Sally Kaufmann (geboren am 26. Februar 1890 in Ungedanken; gestorben am 29. November 1956 in Giv'atajim, Israel) war ein in Kassel tätiger Herausgeber und Publizist.

## Biographie
Sally Kaufmann wurde als Sohn des jüdischen Lehrers Markus Kaufmann und dessen zweiter Ehefrau Betty geboren. Er besuchte bis 1900 in Fritzlar die Volksschule und wechselte dann auf die Lateinschule, die er 1906 verließ, um sich wie sein Vater für den Beruf des Lehrers zu qualifizieren. Aus wirtschaftlichen Gründen begann er jedoch 1907 eine kaufmännische Lehre, die er 1910 abschloss. Während des Ersten Weltkrieges diente Kaufmann von 1915 bis 1916 dem Deutschen Heer. An der Somme wurde er 1916 schwer verwundet. Kaufmann wurde für seinen Einsatz im Ersten Weltkrieg mit dem Eisernen Kreuz II ausgezeichnet. Bis 1918 wurde er wegen seiner schweren Verwundung in verschiedenen Lazaretten behandelt und als 60 % Kriegsversehrter entlassen.
Nach den Lazarettaufenthalten besuchte Kaufmann die Abendschule, engagierte sich zunächst ehrenamtlich in der „Kriegsblindenfürsorge“ und war als Geschäftsführer eines Glas- und Porzellangeschäfts in Kassel tätig. 1921 heiratete er Helene Kaufmann. Sally und Helene Kaufmann waren Eltern von drei Söhnen: Martin (1922–2018), Benno (1924–2017) und Micha (1931–2006). 1921 machte Kaufmann sich mit der Gründung eines Lebensmittelladens in der Kasseler Innenstadt selbstständig, den er zusammen mit seiner Ehefrau führte. Kaufmann war seit 1924 Vorstandsmitglied der Kasseler Gruppe des Reichsbund jüdischer Frontsoldaten (RjF) und aktiv in der Kasseler Zionistischen Gruppe, der er ebenfalls zeitweise als Vorstandsmitglied angehörte. Auch im Elternbeirat der Israelitischen Volksschule Kassel war Kaufmann aktiv, dort engagierte er sich dafür, dass die Kinder der Kasseler Juden diese Schule besuchen.

## Herausgeber, Verleger und Publizist
1924 gründete Kaufmann, zunächst im Auftrag der Jüdischen Gemeinde Kassel, die Jüdische Wochenzeitung für Cassel, Hessen und Waldeck und war bis 1932 deren Herausgeber. Zusammen mit dem Kasseler Rechtsanwalt Julius Dalberg war er außerdem Chefredakteur dieser Zeitung, die sich durch ihre Nähe zur Weimarer Republik auszeichnete und in der nicht nur heimische Autoren, wie zum Beispiel Rudolph Hallo, Artikel zur lokalen Geschichte der jüdischen Gemeinde, sondern auch landesweit prominente Autoren wie Arnold Zweig, Theodor Lessing und Max Brod inhaltlich anspruchsvolle Artikel veröffentlichten. Regelmäßig berichtete die Zeitung über die antisemitischen Vorfälle vor allem in Nordhessen und Kassel. Die Autoren nahmen immer wieder eine klare Haltung gegen die Feinde der Republik, insbesondere gegen die NSDAP ein. Hervorzuheben sind viele Artikel vor allem Arnold Zweigs, die sich auch theoretisch mit dem Antisemitismus und dem Nationalsozialismus auseinandersetzten. Der Herausgeber und Verleger der Jüdischen Wochenzeitung gab außerdem der politischen Auseinandersetzungen von Zionisten in der Weimarer Republik und dem Central-Verein breiten Raum. Mehrfach wurden mehrseitige Beilagen der beiden Kontrahenten der Zeitung beigefügt.
In der Zeitschrift des RjF „Der Schild“ veröffentlichte Kaufmann am 12. September 1927 den Artikel Hessens Jüdische Lehrer im Kriege. Am 21. August 1925 erschien in der Nr. 33 der Jüdischen Wochenzeitung sein Bericht über den 14. Zionistenkongreß in Wien, der seine Verbundenheit zur Zionistischen Bewegung deutlich ausdrückte. In diesem Artikel schrieb er folgende programmatische Zeilen: „Aus den Ideen einzelner und den Forderungen, die eine kleine Zahl von Menschen vor achtundzwanzig Jahren erhoben hat, sind inzwischen Realitäten geworden, die in der Welt der Tatsachen ihre Geltung gefunden haben. Die stärkste Realität ist das jüdische Palästina mit seinen wachsenden Städten, blühenden Kolonien, der auffallenden hebräischen Sprache und seinen arbeitenden Menschen. Diese Realitäten, von denen dieser Kongreß ein klares und umfassendes Bild gibt, sind die stärkste Grundlage für die weitere Existenz des jüdischen Volkes in der Gegenwart und für sein schöpferisches Leben in der Zukunft.“
Als Autor trat Kaufmann sonst selten in Erscheinung, nur wenige Artikel und redaktionelle Beiträge sind mit Kfm, seinem mutmaßlichen Kürzel, versehen. Ende der Zwanziger Jahre war Kaufmann dann Verleger diverser Zeitungen in verschiedenen Städten Deutschlands und organisierte Lesungen und Kulturabende in Kassel. Die Jüdische Wochenzeitung wurde zuletzt auch in Hannover, Wiesbaden, Bremen und in anderen Städten herausgebracht. Sein Verlag hatte eine Dependance in Düsseldorf.

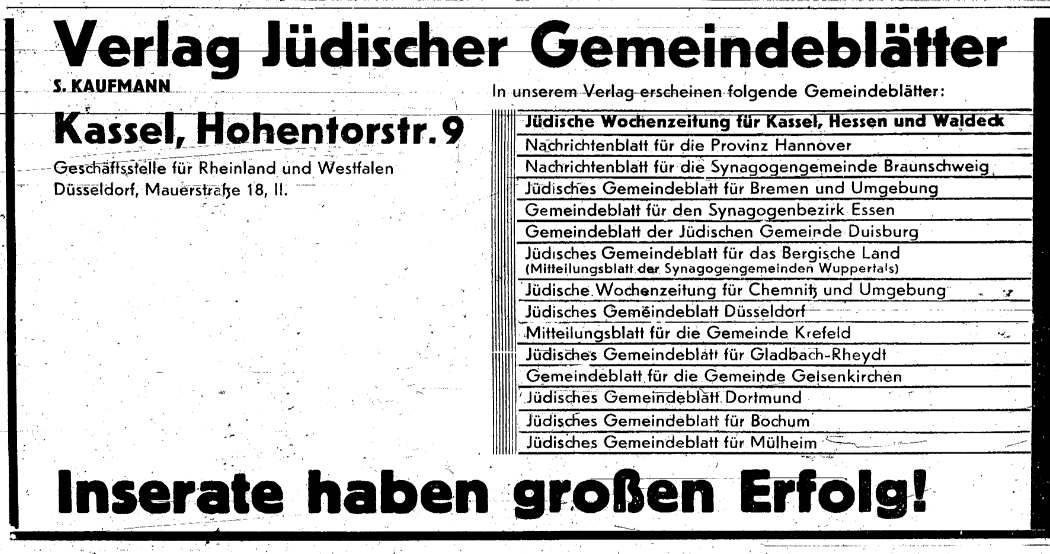
Die Anzeige aus dem Jahre 1931 verdeutlicht die verlegerischen Aktivitäten Kaufmanns

## Auswanderung
Aufgrund des zunehmenden Einflusses der Nationalsozialisten und wiederholter Konflikte mit dem damals in Kassel als Rechtsanwalt und Stadtverordneter der NSDAP tätigen Roland Freisler beschloss Kaufmann, mit seiner Familie Kassel 1932 zu verlassen. Kaufmann ging nach Belgien und Kaufmanns Schwager Ludwig (Leo) Goldberg führte die Jüdische Wochenzeitung noch bis April 1933 weiter, bis sie dann in ihrem zehnten Erscheinungsjahr eingestellt wurde. Der Rest der Familie verließ Kassel, um vorübergehend in Darmstadt bei den Eltern Helene Kaufmanns unterzukommen. Kaufmann arbeitete in Belgien als Korrespondent für die Frankfurter Zeitung, um dann mit seiner Familie im April 1933 nach Eretz Israel, Teil des Britischen Mandatsgebietes Palästina, auszureisen.
Mit der Vulcania reiste die Familie Kaufmann über Cannes nach Haifa. Dort wurde sie zunächst bei der Familie Josef Prager aufgenommen, um dann kurze Zeit später nach Tel Aviv weiterzureisen. Mitte der dreißiger Jahre konnte Sally Kaufmann ein Haus im heutigen Giv'atajim erwerben. Bis 1937 lebte die Familie von den Ersparnissen, dann arbeitete Kaufmann zunächst als Angestellter in einer Buchhandlung, die er 1939 übernahm. 1953 erkrankte Kaufmann so schwer, dass er nicht mehr arbeitsfähig war. Schwer krank und verarmt starb Kaufmann 1956 in Giv'atajim.

## Publikationen
- Sally Kaufmann: Vortrag Ledermann, Jüdische Wochenzeitung für Kassel, Hessen und Waldeck, Nr. 23, 31. Oktober 1924.
- Sally Kaufmann: Der zwanzigste Delegiertentag der deutschen Zionisten, Jüdische Wochenzeitung für Kassel, Hessen und Waldeck, Nr. 1, 2. Januar 1925.
- Sally Kaufmann: Der Zionisten-Kongreß, Jüdische Wochenzeitung für Kassel, Hessen und Waldeck, Nr. 33, 21. August 1925.
- Sally Kaufmann: Palästina oder Rußland? Jüdische Wochenzeitung für Kassel, Hessen und Waldeck, Nr. 43, 30. Oktober 1925.
- Sally Kaufmann: Darf man die Wahrheit über Palästina sagen? Jüdische Wochenzeitung für Kassel, Hessen und Waldeck, Nr. 23, 14. Mai 1926.
- Sally Kaufmann: Hessens jüdische Lehrer im Kriege, Der Schild Nr. 37/38, 12. September 1927.